# Fiscolo

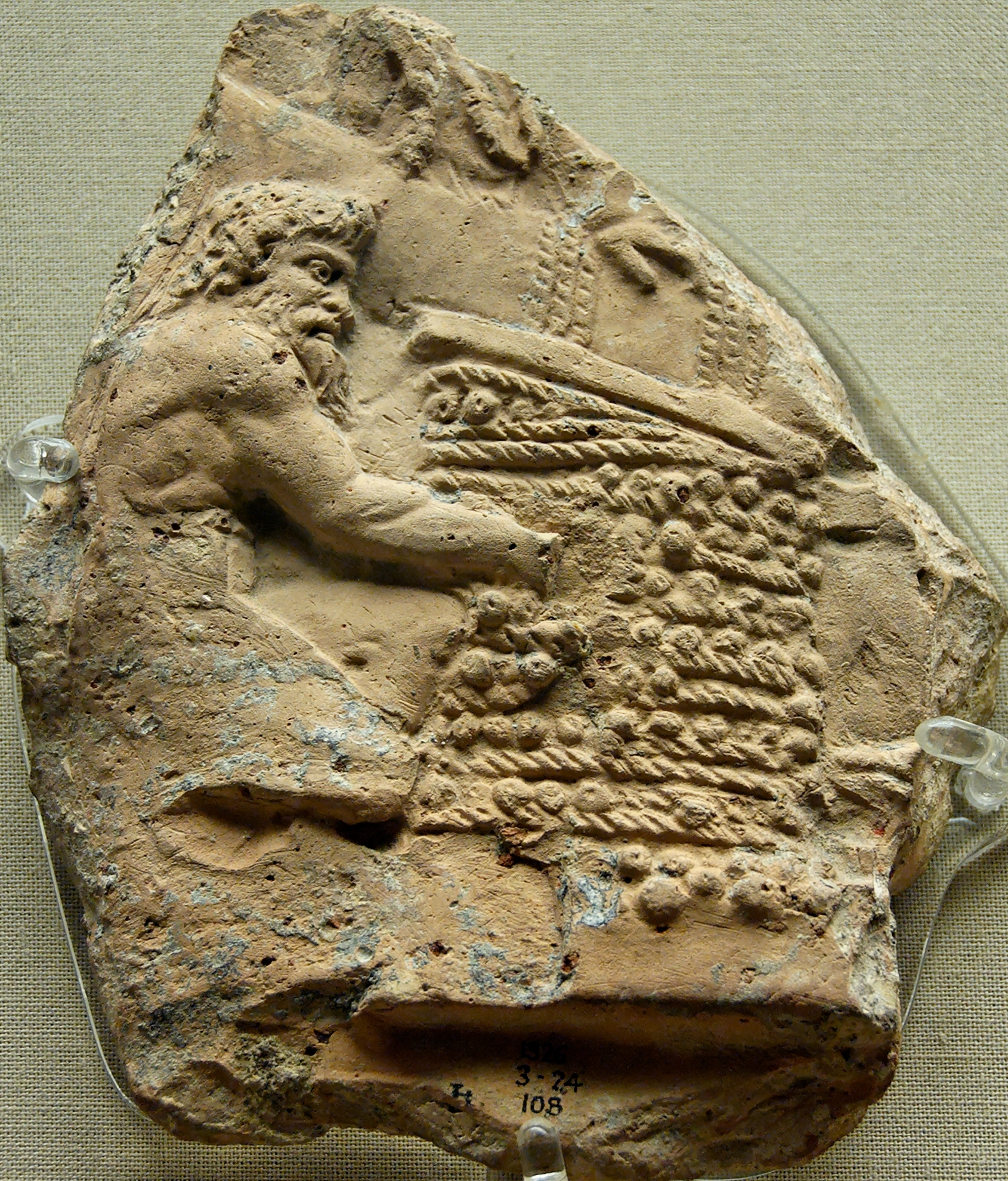
Satiro lavora a un torchio caricato di fiscoli

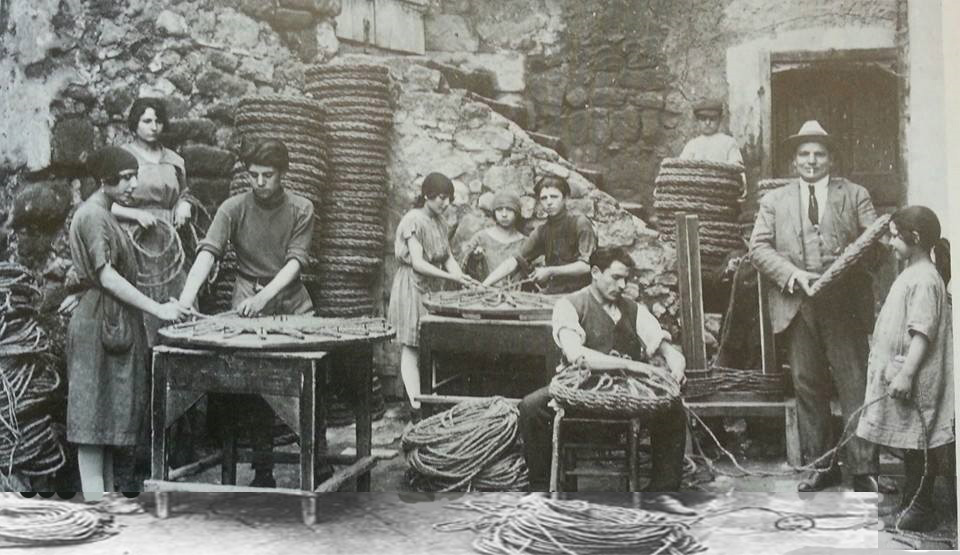
Produzione di fiscoli nei primi del '900 a Viterbo

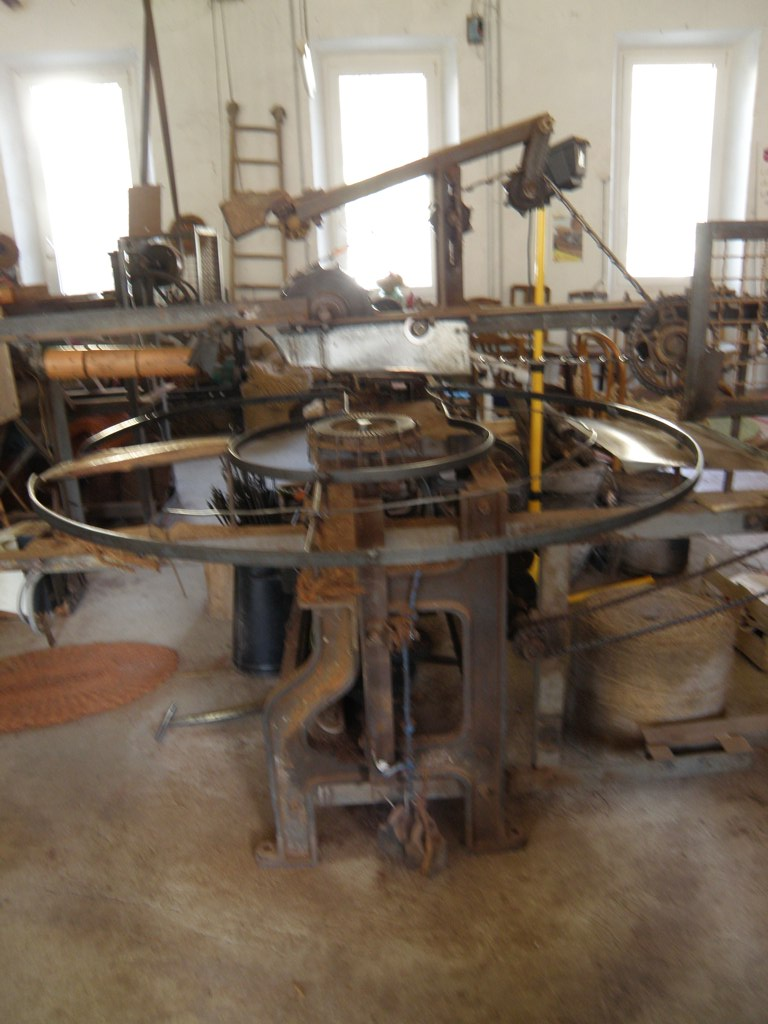
Macchina per produrre fiscoli (scourtin in francese) a Nyons

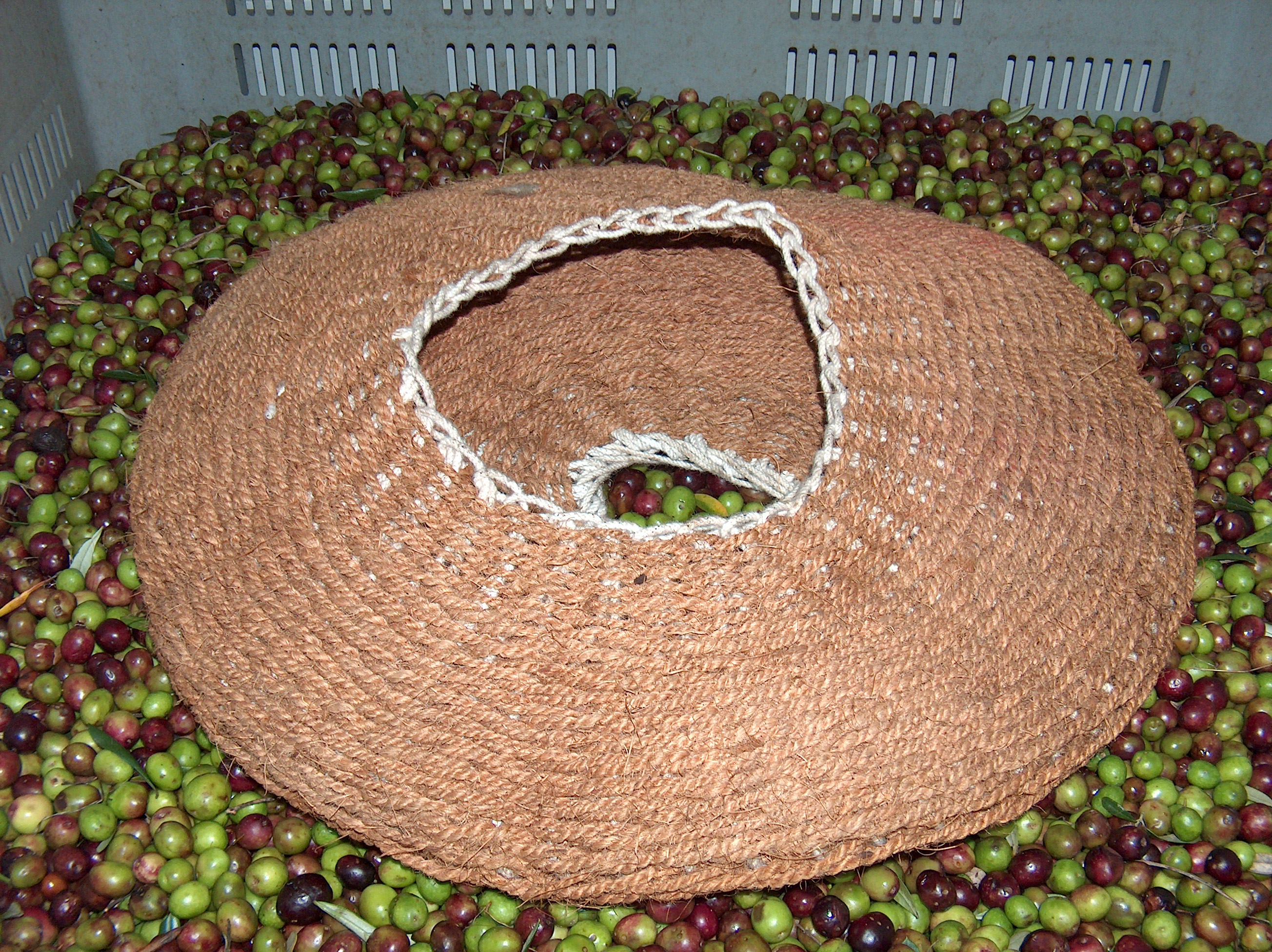
Fiscolo tradizionale in fibra di cocco

Il fiscolo (del lat. fiscus, fiscina «borsa, cesto») è un recipiente filtrante in cui vengono poste le olive macinate per sottoporle alla torchiatura.

## Storia
È usato fin dall'antichità per estrarre l'olio dalle olive. I Romani lo chiamavano  fiscina o fiscis e secondo   Catone alcune città come Suessa, Cassino  e Roma erano famose per fornire cesti di qualità. Conosciamo anche come avveniva la pulizia dei cesti: dopo ogni uso Columella consigliava di lavarli in acqua bollente, sciacquarli sotto acqua corrente, poi batterli per staccare i residui di pasta e asciugarli.

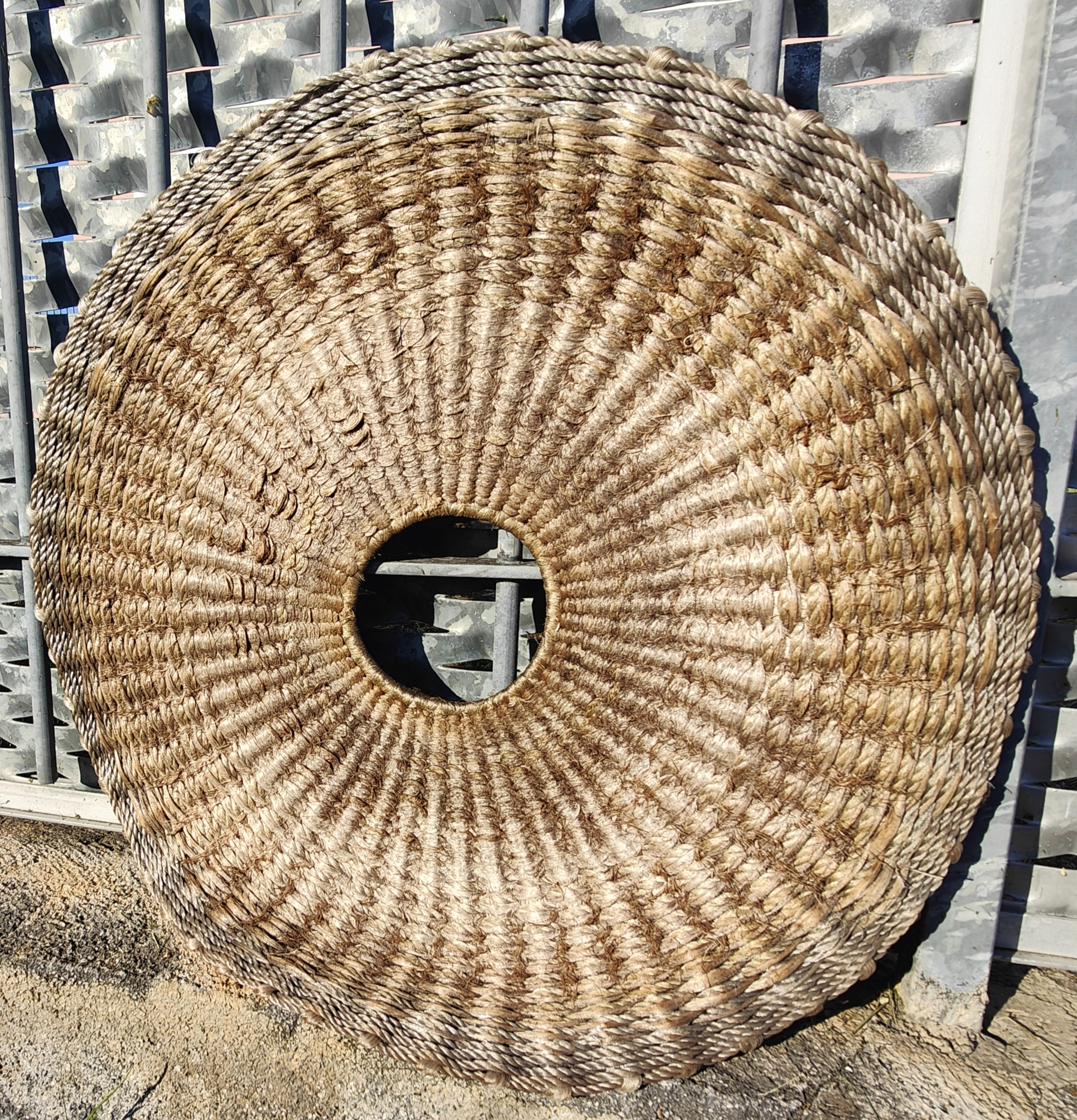
Un fiscolo ligure visto in posa eretta: oggetto, una volta, indispensabile usato insieme ad altri similari nei frantoi per il filtraggio dell'olio

### Fabbriche storiche
Nell'arte d'intrecciare, il cordaio poteva anche prendere il nome di fiscolaro.
Nel Viterbese, Mario Matteucci, produttore di olio, è uno degli  ultimi detentori dei segreti dell'intreccio di fiscoli fatti a mano.
In Abruzzo nel Teramano (Silvi Marina) e nel Chietino  a Lanciano nel Novecento erano presenti diverse fabbriche.

## Descrizione
I fiscoli sono composti di fibre animali e vegetali come fibra di cocco, canapa e giunco assemblate in cordoncini che poi sono intrecciati in maniera da formare dischi del diametro di circa 60 cm. Un singolo fiscolo si presenta come un doppio disco filtrante sigillato ai margini e forato al centro. La pasta di olive si disponeva all'interno dei fiscoli che poi venivano impilati e coperti da un disco pressante per provocare la fuoriuscita dell'olio della pasta. La pressione era ottenuta attraverso i torchi. 
Una volta essiccati, i residui di polpa e i frammenti di noccioli (sansa) prelevati dai fiscoli erano impiegati come combustibile nei forni dei ceramisti e dei panettieri.
La torchiatura tradizionale coi fiscoli presentava molteplici svantaggi. L'operazione di carico e scarico era alquanto onerosa, ma soprattutto il difetto principale era la difficoltà di pulizia dei fiscoli: le fibre trattenevano sempre residui di pasta, che alterandosi facilmente per l'azione di muffe e dell'ossidazione conferivano all'olio sapori sgradevoli (sapore di fiscolo). Per esigenze organizzative e per migliorare gli standard di qualità i fiscoli sono stati del tutto abbandonati e sostituiti dai diaframmi circolari in fibra sintetica.